# Esther Marley Conwell
Esther Marley Conwell (Nova Iorque, 23 de maio de 1922) é uma física estadunidense. Investigou propriedades de semicondutores e condutores orgânicos, especialmente o transporte.

## Condecorações
- In November 2002, Discover Magazine listed Prof. Conwell as one of the 50 most important female scientists of all time.
- The ACS Award for Encouraging Women into Careers in the Chemical Sciences was awarded to her in 2008
- On November 17, 2010, President Barack Obama presented a National Medal of Science to Esther Conwell, during a White House ceremony.